# ランダム 存在の確率
『ランダム 存在の確率』（ランダム そんざいのかくりつ、原題: Coherence）は、アメリカのSFスリラー映画。

## あらすじ
ミラー彗星が地球に最も接近する日、エムは恋人のケヴィンと伴に、友人リーとマイクのホームパーティーに訪れる。ワインと料理を囲み、久々に集まった男女8人は、彗星にまつわる奇妙な出来事の話題で盛り上がる。すると突然、停電で部屋が真っ暗になり、パニックになる8人。不安に思ったエムたちは、隣家の様子を見に行くことに。しかし、エムたちが目撃したのは、まったく同じ家に住む、まったく同じ自分たち。さらには、家の前に置かれた謎のアイテムと、自分たちの写真。次々に起こる不可解な現象に戸惑う8人。彼らは徐々に互いに疑心暗鬼になり始め、やがて別世界の自分たちが、同じ空間に同時に存在するという驚愕の事実を目の当たりにする。

## キャスト
- エム - エミリー・バルドーニ
- ケビン - モーリー・スターリング
- マイク - ニコラス・ブレンドン
- リー - ローリーン・スカファリア
- ヒュー - ヒューゴ・アームストロング
- ベス - エリザベス・グレイセン
- アミール - アレックス・マヌジャン
- ローリー - ローレン・マハー